# Laura Verlinden
Laura Verlinden (Diest, 21 febbraio 1984) è un'attrice belga, vincitrice del Premio Magritte per la migliore attrice non protagonista nel 2022.

## Biografia
Frequenta il Lemmensinstituut nella città di Lovanio. Nei primi anni duemila si avvicina al teatro, e successivamente al cinema e alla televisione.

## Filmografia
- Ben X, regia di Nic Balthazar (2007)
- Loft, regia di Erik Van Looy (2008)
- Dio esiste e vive a Bruxelles (Le Tout Nouveau Testament), regia di Jaco Van Dormael (2015)
- Happy End, regia di Michael Haneke (2017)
- Il patto del silenzio - Playground (Un monde), regia di Laura Wandel (2021)

## Doppiatori italiani
- Debora Magnaghi in Ben X
- Benedetta Ponticelli in Dio esiste e vive a Bruxelles
- Valentina Favazza in Happy End
- Roberta Maraini in Il patto del silenzio - Playground

## Premi e riconoscimenti
Premio Magritte - 2022
Migliore attrice non protagonista per Un monde